# اليوم العالمي لعلم القياس
يوم العالمي لعلم القياس هو حدث يقام في 20 مايو احتفالاً بنظام الوحدات الدولي. التاريخ هو الذكرى السنوية لتوقيع اتفاقية المتر في عام 1875. علم القياس لم إجراء عملية القياس مع تحديد نسبة الخطأ المترتبة على عملية القياس. يُنفّذ مشروع اليوم العالمي لعلم القياس حاليًا بشكل مشترك من قبل المكتب الدولي للأوزان والمقاييس والمنظمة العالمية للقياس القانوني [الإنجليزية].

## 2019
يوم القياس لعام 2019 هو اليوم الذي تدخل فيه التغييرات التي تم إجراؤها على النظام الدولي والتي تم إقرارها في عام 2018 حيز التنفيذ، من بينها استبدال النموذج الأولي الدولي للكيلوغرام بإعادة تعريف يعتمد على ثابت بلانك.

## 2023
تم اعتماد يوم القياس العالمي كأحد أيام اليونسكو العالمية.

## روابط خارجية
- WorldMetrologyDay.org – الموقع الرسمي